# 索德蒙
索德蒙（法語：Saudemont，法語發音：[sodmɔ̃]）是法国上法蘭西大區加来海峡省的一个市镇，属于阿拉斯区。

## 地理
索德蒙（50°14'39"N, 3°2'24"E）面积5.55 平方千米，位于法国上法蘭西大區加来海峡省，该省份为法国北部沿海省份，西北濒北海，南至索姆省，东临北部省。
与索德蒙接壤的市镇（或旧市镇、城区）包括：雷库尔、巴拉勒、迪里、埃库尔圣康坦、吕莫库尔、维莱莱卡尼库尔。

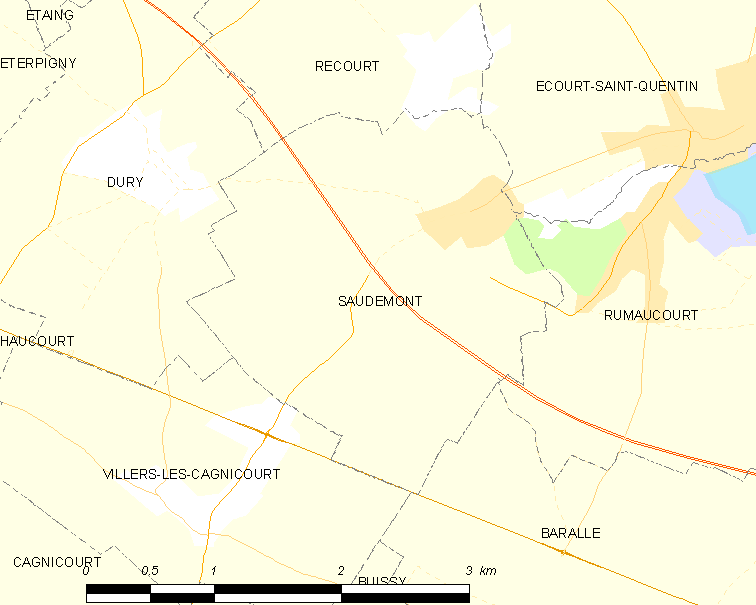
索德蒙的OSM定位图

索德蒙的时区为UTC+01:00、UTC+02:00（夏令时）。

## 行政
索德蒙的邮政编码为62860，INSEE市镇编码为62782。

## 政治
索德蒙所属的省级选区为布勒比耶尔县。

## 人口

1962-2008年间索德蒙人口变化图示

索德蒙于2022年1月1日时的人口数量为421人。